# Otterup Stadion
Otterup Stadion er hjemmebane for Otterup Bold- & Idrætsklub. 